# Condes, Haute-Marne
Condes är en kommun i departementet Haute-Marne i regionen Grand Est (tidigare regionen Champagne-Ardenne) i nordöstra Frankrike. Kommunen ligger i kantonen Chaumont-Nord som tillhör arrondissementet Chaumont. År 2022 hade Condes 293 invånare.

## Befolkningsutveckling
Antalet invånare i kommunen Condes
| Referens: INSEE |